# Corinth (Vermont)
Corinth è un comune degli Stati Uniti d'America, situato nello Stato del Vermont e in particolare nella contea di Orange.